# Aszuka-kor
Az Aszuka-korszak (飛鳥時代 Aszuka dzsidai) a japán történelem egyik jelentős korszaka volt, amelynek időszakát i. sz. 538-tól 710-ig datáljuk (más felfogás szerint i. sz. 592-645-ig tartott), és kezdeti időszakáról elmondható, hogy egybeért a már letűnő késő Kofun-korral. Az Aszuka-korszakban – mely nevét az Aszuka régióról kapta – a Jamato állam befolyása jelentősen megnőtt a mai Narától nagyjából 25 km-re délre fekvő területen.
Ezt az időszakot leginkább művészete, társadalmi és politikai változások jellemzik, melyek a késő Kofun-korból eredeztethetőek, ám nagyban befolyásolta ezeket a Kínából érkező buddhizmus megjelenése. E vallás megjelenése jelentős és maradandó változást okozott a japán társadalomban. Fontos megjegyeznünk, hogy az ország neve ebben az időszakban Wa-ról (倭: kínai eredetű szó, jelentése: törpe) Nihonra (日本: napból eredeztetett, naptól származó; a kínaiaktól kapták ezt az elnevezést) változott, amely a mai napig az ország hivatalos elnevezése a japán nyelvben.

## Elnevezése
Először egy japán szépművészeti és építészeti időszak elnevezéseként használták az „Aszuka-korszak” kifejezést, amelyet Szekino Tadaszu (関野貞) és Okakura Kakuzó (岡倉 覚三) javasoltak 1900 környékén. E miatt a szépművészeti vonal miatt mondta azt Szekino, hogy a korszak a Taika reformmal ért véget 646-ban. Ennek ellenére Okakura a korszak végét a főváros a narai Heidzsó palotába való áthelyezésének időpontjával azonosította (710). Habár a történészek Okakura viszonyítását használják, a művészet- és építészettörténeti kutatók inkább Szekino 646-os dátumához ragaszkodnak, az ezt követő időszakot pedig Hakuhó-korszaknak (白鳳時代) nevezik.

## A Jamato állam
A Jamato államot erős klánok, nagy családok tarkították, beleértve az állam alárendeltjeit is. Minden klán feje egy pátriárka volt, egy nagyhatalmú férfivezető, aki szent rituálékat végzett, hogy a klán kamijának tetszését elnyerjék, ezzel biztosítva a család hosszútávú jólétét. A klán tagjai az előkelő nemesség voltak, magán a Jamato állam élén pedig a császári család és azok leszármazottjai foglaltak helyet. Az Aszuka-korszak – pontosabban ennek alkorszaka, a Jamato-korszak – az első olyan időszak Japán történelmében, amikor a japán császár majdhogynem teljhatalommal bírt és uralkodott a mai Nara Prefektúrából, az akkori Jamato Provinciából.
A Jamato állam az Aszuka-régióban összpontosult területileg, és innen gyakorolta hatalmát a Kjúsún és Honsún lévő klánokra, miközben címeket osztogatott, amelyek közül néhány öröklődött a 
klánvezérek között. Mivel a Jamato vezetők elnyomták a többi klánt és megkaparintották a megművelhető földeket, az állam neve egész Japán szinonimájává vált. Kínai modell alapján (beleértve a kínai írásrendszer átvételét is) létrehoztak egy olyan központi adminisztrációs és császári udvart, ahol az alsóbbrendű klánok törzsfői jelentek meg, és amelynek nem volt állandó székhelye (fővárosa). A 7. század közepére a mezőgazdasági földterületek lényeges közbirtokká váltak, amelyek a központi államigazgatás alanyát képezték. A Gokisicsidó (五畿七道 „öt város, hét út”) rendszer alapvető adminisztrációs egysége a megye volt, a társadalom pedig foglalkozás alapján volt csoportokba szervezve. A legtöbben földművesek voltak, de akadtak még halászok, takácsok, fazekasak, kézművesek, páncélkészítők és a szertartások szakértői.

## A Szoga klán és Sótoku herceg

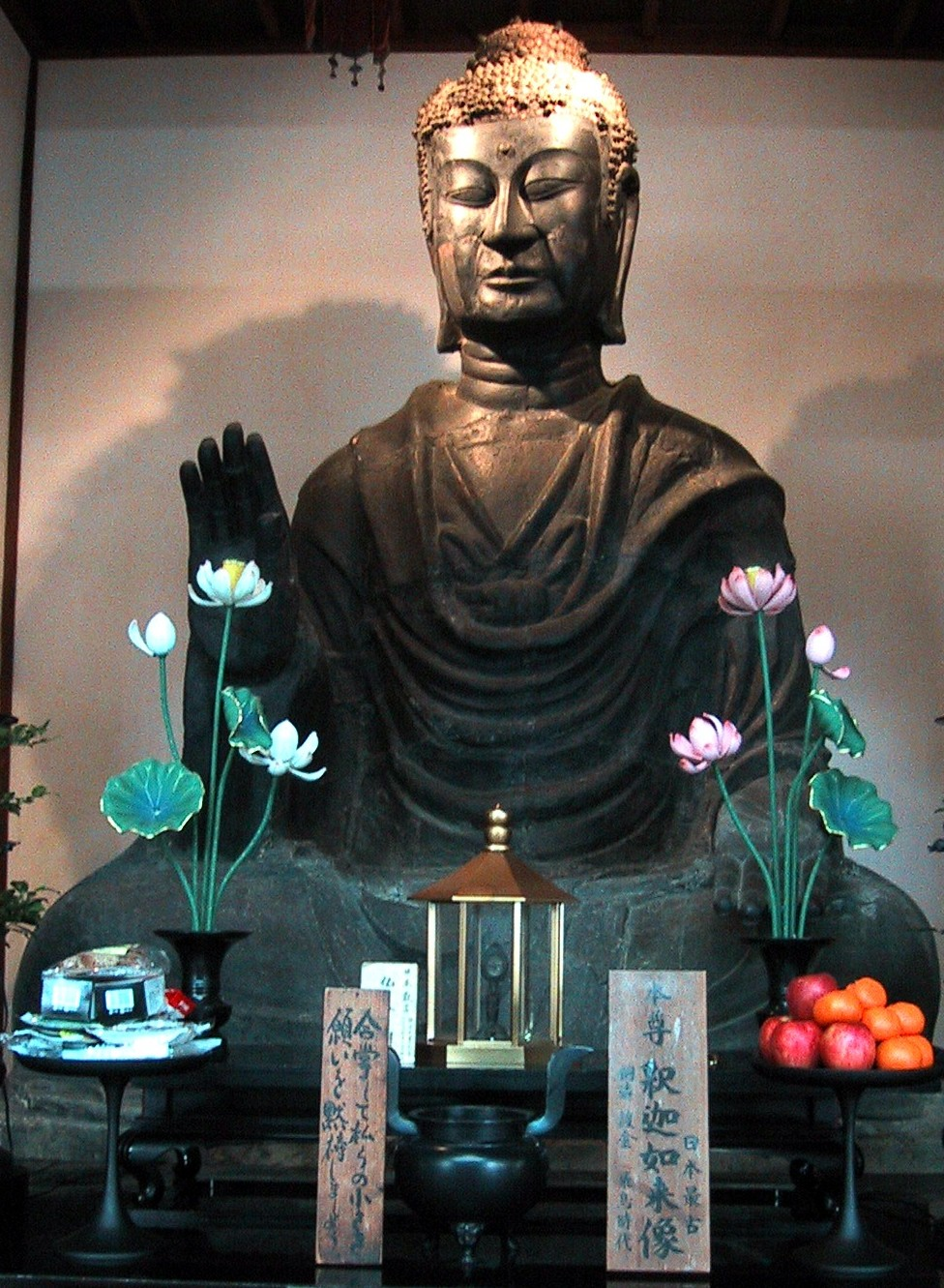
A Daibucu az aszukai Aszukadera templomban; Japán legrégebbi buddha szobra, amelynek készítési dátuma is ismert (i.sz.609); a szobrot Kuratsukuri-no-Tori készítette, egy koreai bevándorló fia.

A Szoga klán beházasodott a császári családba, majd ennek következtében az 587-es esztendőre a Szoga klán törzsfője, Szoga no Umako, elég hatalmat szerzett, hogy saját unokaöccsét ültesse a császári trónra. Később az újdonsült uralkodót meggyilkoltatta, hogy a helyére ültesse Szuiko császárnőt (r. 593–628). Szuikot – az elsőt a nyolc nagy hatalmú császárnő közül – gyakran pusztán névleges vezetőnek tekintették, aki felett Umako és a régens Sótoku herceg gyakorolta a hatalmat. Valójában azonban saját kezűleg uralkodott, és Sótoku herceg szerepét gyakran legenda számba veszik.
Sótoku, aki a reform e szakaszának nagy értelmiségi alakjaként emelkedik ki, mélyen buddhista volt, és nagyon művelt a kínai irodalomban. Hatással voltak rá a konfuciánus tanítások, beleértve az Égi mandátumot, amely azt sugalmazta, hogy a szuverén uralkodó egy legfelső hatalom akaratának megfelelően uralkodik. Sótoku irányítása alatt a japánok átvették a konfuciánus etikettet és társadalmi modellt, majd megfogalmazott egy konfuciánus elveknek megfelelő tizenhét cikkelyes alkotmányt, hogy harmóniát teremtsen a zűrzavaros társadalomban.
Mindezek mellett Sótoku átvette a kínai naptárt, a kereskedelmi utak rendszerét (az előzőekben említett Gokisicsidót), számos buddhista templomot létesített, összeállíttatta az udvari krónikákat, diákokat küldött Kínába, hogy a buddhizmust és a konfucianizmust tanulják, és nagykövetként     (遣隋使 kenzuisi) elküldte Kínába Ono no Imokot.
A hetedik század folyamán hatszor küldtek hivatalosan Kínába követeket, papokat és tanulókat. Néhányuk húsz évnél is többet maradt, és sokan, akik visszatértek jelentős reformátorok lettek. A kínai politikai rendszert tanulmányozni küldött megannyi diák jelentős eltérést mutatott a Kofun-korban küldött követektől, akiket még Wa (Japán régebbi elnevezése) Öt Királya küldött, hogy elismertessék hatalmukat.
Sótoku egyenlőségre törekedett a kínai császárral, ezért hivatalos levelet küldött neki a következő címzéssel: „A Felkelő Nap Országának Égi Fiától a Lenyugvó Nap Országának Égi Fiához”. Ezt a kínaiak elég nehezen fogadták.
Vitatható azonban, hogy Sótoku ezen vakmerő lépése példaértékű volt: Japán soha még egyszer nem fogadta el, hogy „alsóbb” státusza lenne Kínával szemben,  kivéve a későbbi Asikaga Josimicut, aki elfogadott egy ilyen kapcsolatot Kínával a 15. században. Ennek eredményeképpen Japán ebben az időszakban nem kapott semmilyen rangot sem Kínától, habár Japánból még mindig érkeztek ajándékok (有貢無封 júkómufú). Kínai szemében Japán már évszázadokkal ezek előtt lealacsonyodott rangban volt, amikor a királyaik címeket kaptak. Másrészről Japán lazított politikai kapcsolatán az ázsiai kontinens országával, és következésképpen a létrejött nem mindennapi kulturális és szellemi kapcsolatával egyaránt.

## A taika reform és a ricurjó rendszer
Nagyjából húsz évvel Sótoku herceg (622), Szoga no Umako (626) és Szuiko császárnő (628) halála után az udvarban zajló cselszövések 645-ben puccshoz vezettek a palotában, a kormányt irányító Szoga klán ellen. A felkelés vezetői Naka no Óe herceg és Nakatomi no Kamatari voltak, akik kivették az udvar irányítását a Szogák kezéből és bevezették a Taika reformot. Ezt a 645-649-ig terjedő időszakot Taikának (jelentése: „nagy változás”) nevezik, amely magára a reformra utal. A felkelést, amely a Taika reformhoz vezetett, az Issi incidens névvel illetik, amely a 645-ös kínai állatövi évre utal, amikor a puccsot végrehajtották.
Habár nem volt legális törvénykönyv, a Taikai időszak számos olyan reformot hozott, amely megalkotta a ricurjót, ami egy társadalmi, pénzgazdálkodási és adminisztrációs rendszer volt a hetedik és tizedik század között. A ricü (律) egy büntetőtörvénykönyv volt, míg a rjó (令) egy adminisztrációs törvénykönyv. A kettő együtt egy olyan örökösödési szabályrendszert alkotott, amely egy olyan alaposan kidolgozott törvénykönyvön alapult, amely a Taika reform során fogant meg.
A kínai praktikákkal átitatott Taika reform a földek újraosztásával kezdődött, melynek célja a nagy klánok földbirtokló rendszerének, földbirtokok feletti uralmának és társadalmi csoportok feletti 
irányításának megszüntetése volt. Ami hajdanán „magánbirtok és magánszemély” volt (私地私民 shichi shimin), az most „közbirtok és közszemély” lett (公地公民 kōchi kōmin) annak érdekében, hogy az udvar kiterjessze hatalmát egész Japán felett és az emberek a trón közvetlen alkotóelemeit képezzék. A földek többé nem voltak örökölhetők, és a tulajdonos halálával a birtoklási jog visszaszállt az államra. Az adókat természetben szedték be: voltak terményadók, adózni kellett az előállított selyemből, a pamutból, a textíliából, fonalból és más termékekből. A robotból építették a közutakat és tartották fent a hadsereget. A klánvezérek örökölhető címeit megszüntették, helyette három minisztériumot hoztak létre, amik az uralkodó tanácsosaiként szolgáltak:
- a Bal Oldal Minisztere
- a Jobb Oldal Minisztere
- a Birodalom Kancellárja

Az országot provinciákra osztották fel. Mindegyik élére egy kormányzót jelölt és helyezett ki az udvar. A provinciákat tovább osztották kerületekre és falvakra.
Naka no Óe felvette a koronaherceg címet, és Kamatari megkapta a Fudzsivara családnevet, elismerésképpen a császári családnak tett szolgálataiért. Fudzsivara no Kamatari lett az első az udvari arisztokraták hosszú sorában. Egy másik sokáig fennmaradó változás az volt, hogy az ország neve Nihonként (日本), vagy Dai Nipponként (大日本 – Dai Nippon) szerepelt a diplomáciai iratokon, és krónikákban. 662-ben, Naka no Óe nagybátyjának és édesanyjának uralkodását követően, Naka no Óe Tendzsi császárként vette át a trónt, felvéve mellé a Japán Császára címet. Ez az új cím a Jamato klán megjelenését kívánta fejleszteni, és kihangsúlyozni a császári család isteni mivoltát annak a reményében, hogy megelőzzék az a politikai összetűzéseket, mint amilyeneket a Szoga klán robbantott ki. A császári családon belül azonban tovább folytatódtak a viszályok, mert a császár öccse és fia versengtek a trónért. Ezt nevezzük Dzsinsin háborúnak. A testvér, aki később Tenmu császárként uralkodott, megerősítette Tendzsi reformjait és az államhatalmat a császári udvarban.

## A ricurjó rendszer
A ricurjó rendszer több részbe volt foglalva. Az Ómi törvénykönyv – ami az után a provincia után kapta a nevét, ahol Tendzsi császár udvara is volt –  668 körül készülhetett el. Újabb cikkelyek kerültek kihirdetésre 689-ben; ezeket Dzsitó császárnő adta ki. Ez volt az Aszuka Kijomihara Törvénykönyv, amely Tenmu császár udvarának székhelye után kapta a nevét. A ricurjó rendszer további cikkelyekkel bővült és ismét megerősítették 701-ben a Taihó törvénykönyvben, amely – néhány változtatást és azt kivéve, hogy később főként már csupán ceremoniális funkciókat töltött be – hatályban maradt 1868-ig.
A rendszer ricu része kínai mintán alapult, míg a rjó része helyi japán dolgoknak megfelelően lett összeállítva. Néhány tudós azt vallja, hogy az egész rendszernek kínai minta adta az alapját.
A Tájhó törvénykönyv a büntető intézkedéseket konfuciánus modell alapján (enyhe, mintsem súlyos büntetések) teremtette meg, a kínai stílusú központi adminisztrációt a Dzsingi-kanon (神祇官) keresztül – amit a Sinto és udvari rituáléknak szenteltek –, és magába foglalja a Dájdzsó-kant 	
(太政官) a maga nyolc minisztériumával (központi adminisztráció, szertartások, polgári ügyek, császári udvartartás, igazságügy, hadügyek, emberi ügyek és kincstár). Bár a kínai közszolgálati vizsgát nem vették át a japánok, az egyetemi irodát (大学寮 Daigaku rjó) annak érdekében hozták létre, hogy a klasszikus konfuciánus elvek nyomán képezzék ki a bürokraták következő nemzedékeit. Ezek ellenére hagyomány kijátszotta a rendszert, hiszen az arisztokrata származás továbbra is fő feltétele volt a magasabb pozíciók megszerzésének, és a címek ismét öröklődők lettek. A Tájhó törvénykönyv nem határozta meg a trónutódlást. Számos császárnő uralkodott az ötödik és nyolcadik század között, de 770 után az öröklődés szigorúan a férfiakra korlátozódott, általában apáról fiúra, de előfordult, hogy fiútestvérre, vagy nagybácsira szállt a hatalom.
Fudzsivara no Fuhito, Nakatomi no Kamatari fia, azok között volt, akik megalkották a Taihó Ricurjót. A Soku Nihongi (続日本紀) történelemkönyv szerint ketten a 19 tagú bizottságból – akik a Taihó törvénykönyvet fogalmazták meg – kínai papok voltak (Soku Sugen és Szacu Kókaku). A kínai papok aktívan részt vettek az állam életében, mint nyelvészeti szakértők és Dzsitó császárnő két alkalommal is megjutalmazta őket.

## Külkapcsolatok

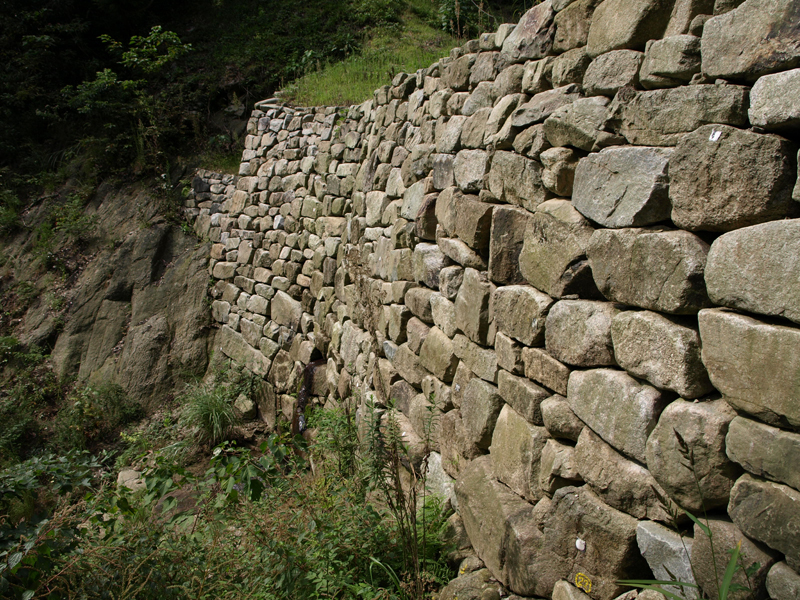
A Siodzsi-hegyen található Ónodzsó kastélyromok kőalapja, amelyet 665-ben kezdtek el építeni

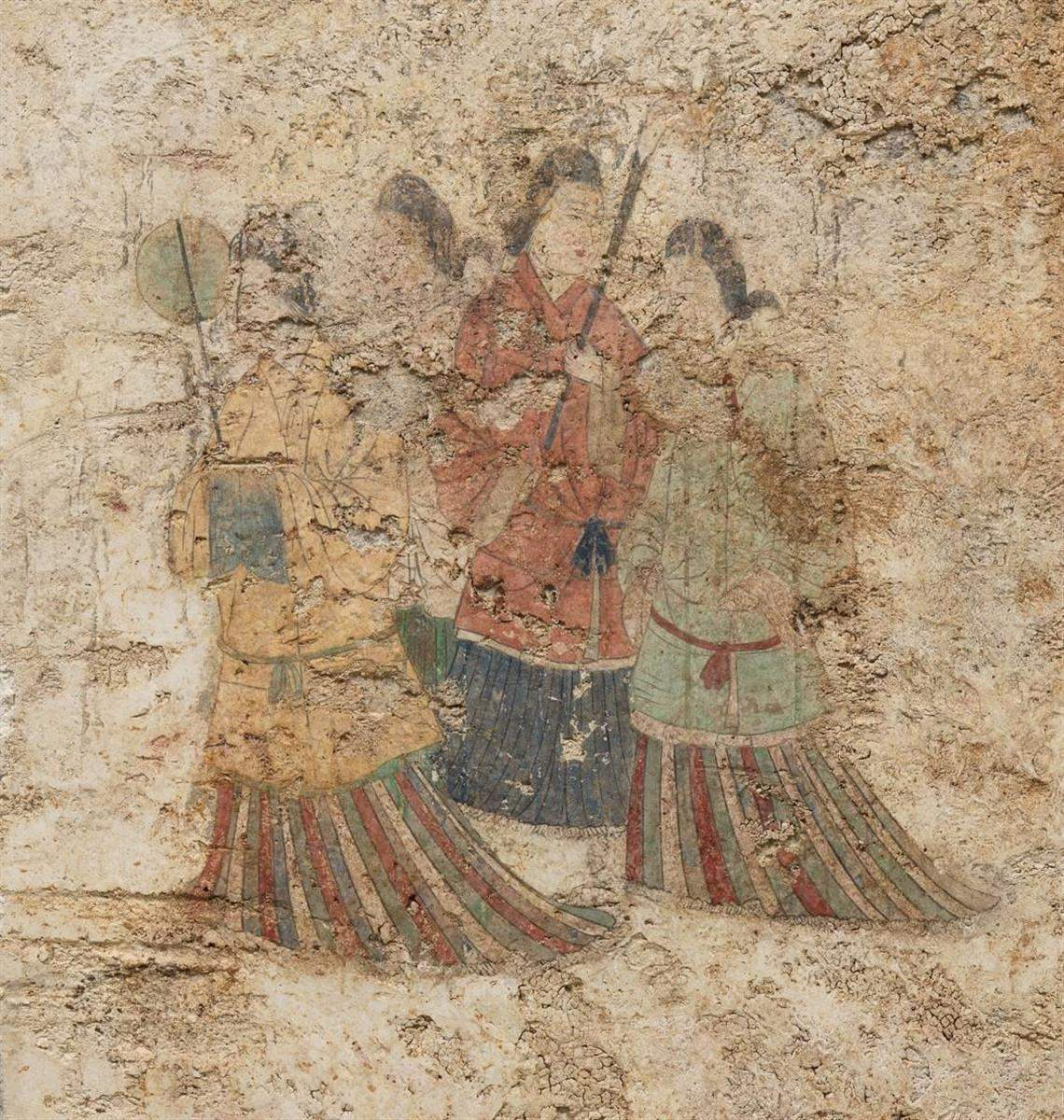
Egy hölgyeket ábrázoló falfestmény, a Takamaczuka sír nyugati faláról, a késő 7. századból, az Aszuka-korszakból

A kínai kultúra Korea három királyságán keresztül érkezett Japánba, mielőtt még a japán nagykövetségek Kína számára létrejöttek volna. Habár a missziók folytatódtak, Japán a kínai befolyású változásokat elutasította, annak ellenére, hogy nagyon közeli kapcsolatban álltak a korai Kofun-korban. Mindeközben a Koreai-félsziget három királysága – amik gyakran hadilábon álltak egymással – folyamatosan diplomáciai missziókat intézett Japánba ajándékokkal. Ezt talán a célból tették, hogy biztosítsák Japán semlegességét, vagy a diplomáciai/katonai támogatását az egymással való hadakozásukhoz. Végső soron ebből Pekcse (Baekje) profitált a legjobban, hiszen a 
japán katonai támogatás eme királyság irányában nőtt meg a leginkább. Emberek a Koreai-félszigetről, akik közül sokan kézművesek és képzett dolgozók voltak, vándoroltak be Japánba, ideértve két főpapot, akik 595-ben érkeztek Japánba: Edzsi Gogurjeo-ból, és Esó Pekcséből. Kanroku is szintén pekcsei volt, és Shótoku herceg tanítója, politikai tanácsokkal látva el a herceget. Amikor Japán szövetségre lépett Pekcsével, a Gogurjeó papok elhagyták a szigetországot.
600 és 659 között Japán hét nagykövetet küldött a Tang-dinasztia korabeli Kínába. De az ezt követő 32 évben, miközben Japán a törvényeit alkotta meg Kínai minta alapján, egyet sem küldtek. Bár Japán megszakította a diplomáciai kapcsolatát Kínával, a szigetország 11 követet küldött Sillába, és a Nihon Sokiban foglaltak szerint Tenmu császár és Dzsitó császárnő uralkodása alatt Silla is küldött 17 követet. Jamato és Pekcse uralkodó osztályai éppen barátságos viszonyt ápoltak egymással és Jamato elindította a hadiflottáját, hogy Pekcsét támogassa a tang kínai és sillai invázióban 660 és 663 között.
Számos hivatalos misszió indult Kínába a hetedik század során, amelyek során követek, papok és tanulók érkeztek az ázsiai kontinens országába.

## A buddhizmus megjelenése
A buddhizmus megjelenése Japánban a pekcsei király, Seong nevéhez fűződik 538-ból, aki az új vallásos tanokat megmutatta. A Szoga klán – egy japán udvari család, ami Kinmej császár idején emelkedett fel nagyjából 531 körül – támogatta a buddhizmus átvételét és térnyerését, és a kormányzási és kulturális modellek átvételét a kínai konfucianizmus alapján. Ámde néhányan a Jamato udvarban – mint a Nakatomi család, amelyik az udvari Sintó szertartások elvégzéséért volt felelős; és a Mononobe, egy katonai klán – azt a feladatot kapták, hogy őrizzék meg előjogaikat, és állják útját az idegen vallás térnyerésének. A szogák kínai mintára bevezették a kincstár politikát, felállították az első nemzeti kincstárat, és a koreai királyságokra inkább kereskedelmi partnerként, mintsem a térnyerésük tárgyaként tekintettek. Ez a keserű viszony a Szoga, Nakatomi és Mononobe klánok között több mint egy évszázadig fennmaradt, amelyből a szogák átmenetileg győztesként kerültek ki.
A Taika reformban kihirdették az Egyszerű Temetkezési Ediktumot, és a nagy kofunok építését betiltották. Ez az ediktum azt is szabályozta, milyen alakú és méretű lehet egy kofun osztályozás szerint. Ennek eredményeként a kései kofunokat, bár jóval kisebbek voltak, gondosan kidolgozott freskókkal ékesítették. Ezekben a kofunokban a festmények és dekorációk az ebben az időszakban 
megjelenő és tért nyerő taoizmust és buddhizmust jelezték; a Takamacuzuka és Kitora kofunok nagyon könnyen felismerhetők ezekről a festményekről. Az egyre inkább uralkodó buddhista tanok miatt a császári családban és az élenjáró körökben ezeknek a díszes kofunoknak a használata egyre inkább megszűnt. Ennek egyik oka, hogy a buddhizmus az emberi élet mulandóságát hangsúlyozta. A közemberek és a távolabb élő társadalmi elit ennek ellenére folytatta a kofunok építését a késő hetedik századig, és egyszerűbb, de annál különbözőbb sírok maradtak használatban az elkövetkezendő korszakban.
675-ben a buddhizmus hatására Tenmu császár betiltotta a haszonállatok használatát, és számos vadon élő állat fogyasztását (ló, marha, kutyák, majmok, madarak). Ezt a tiltást megerősítették az Aszuka-korszakban, de a Heian-korszakban véget is ért. A kártékony állatokra, szarvasokra és vaddisznókra ez a tilalom nem terjedt ki.

## A taoizmus hatása
A taoizmus szintén az Aszuka-korszakban jelent meg Japánban. A hetedik század közepén Szaimei császárnő a Tonómine hegynél (多武峰 „Tó orom, vagy Tó csúcs”) egy taoista templomot építtetett, a Danzan szentélyt. Az ebből a korból való fejedelemségek nyolcszög alakú sírjai és a csillagtérképek, amelyeket a Kitora és a Takamacuzuka kofunokban a falra festettek a taoista kozmológiáról árulkodnak. A Tennó (天皇 “császár”) titulus – a japán uralkodók új címe ebben a korszakban – szintén arra enged következtetni, hogy ez a cím a taoizmus mindenek felett álló istenétől származik, a Sarkcsillag istenétől.
A taoista tanok mondhatni egybeolvadtak a sintoizmussal és a buddhizmussal, hogy új fajta szertartásokat hozzon létre. Az onmjódó (陰陽道) – egyfajta japán geomancia és kozmológia – az egyik ilyen termett gyümölcse ennek a kavalkádnak. Bár az Aszuka-korszak klánok közti vallási zavargásokkal kezdődött, később a korszakban az átvett vallások összhangba kerültek a japán népi hiedelmekkel.

## Művészet és építészet

### Aszuka kultúra

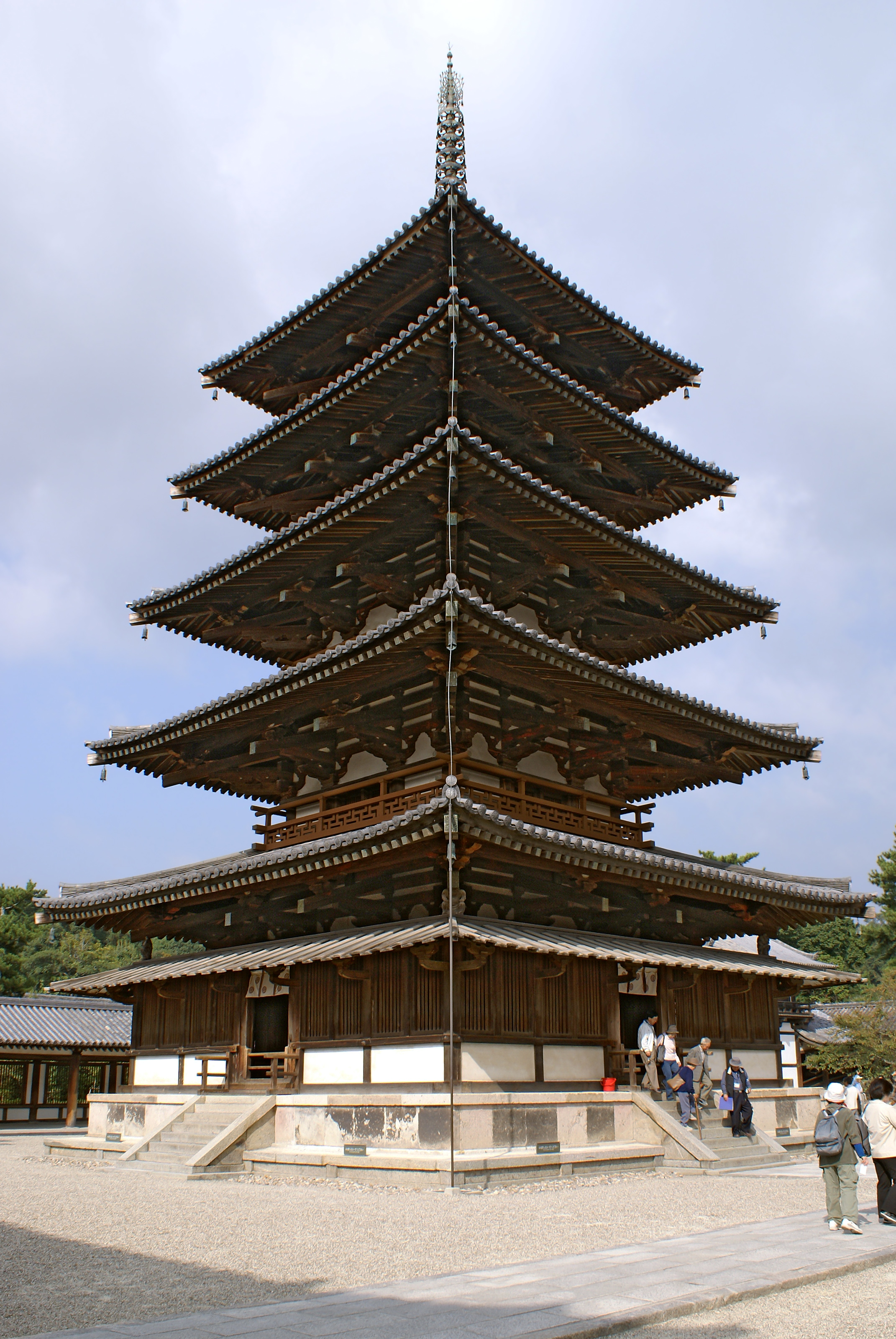
A Hórjú-dzsi ötemeletes pagodája

Néhány, ebben a korban felhúzott épület még a mai napig is áll. A Hórjúdzsi fa építményein, melyek a hetedik században épültek, felfedezhetőek kínai és nyugat-ázsiai elemek. Például a 
Hórjúdzsi oszlopai hasonlóak az ókori görög Parthenonhoz, ahogyan a sudarasodásukon (az oszlop közepén lévő kihasasodás) is látható. Az ötemeletes pagoda (五重の塔 godzsúnotó) az indiai dombszerű ereklyeőrző épület, a stupa egyik átalakított változata. Mi több, a freskók a Takamacuzuka és Kitora kofunokban – amelyek az ötödik századra nyúlnak vissza – erős befolyást mutatnak a Tang dinasztiával és a Gogurjeo falfestménnyel.
Az erre a korszakra jellemző japán buddhista szoborművészetről úgy gondolják, hogy Kína Hat Dinasztiájának a stílusát követték. Az e korban készült szobrok jellemvonásait a Tori stílussal is gyakran kapcsolatba hozzák, mely nevét egy jelentős szobrászművészről, Kuracukuri Toriról kapta, akinek nagyapja egy kínai bevándorló, Siba Tatto volt. Ezek közé a jellemvonások közé tartoznak a jellegzetes, mandula alakú szemek, és a szimmetrikusan rendezett redők a ruhákon. A legfelismerhetőbb jellemvonás ezeknek a szobroknak a mosoly kifejezőereje, amit az „archaikus mosolyként” emlegetnek. A Hórjúdzsinél található Kudara kannon a legjelentősebb buddhista szobor ebből a korszakból.

### Hakuhó kultúra
A buddhista művészet második fázisa, amely az Aszuka-korszakot követte kulturális értelemben, Hakuhó kultúraként ismert, és általánosságban a Taika reform 646-os évszámától datálják kezdetét a főváros 710-es Narába való költözéséig. A nyolcadik század későbbi felében nagy számú dalt és verset írtak és adtak elő különféle rangos emberek a császár katonái közül. A legrégebbi ezek közül a költemények közül a Manjósú (万葉集 „10 000 falevél gyűjteménye”). Ebben megtalálható számos kiemelkedő költő műve, mint például Nukata hercegnőé és Kakinomoto no Hitomaroé. A Vaka (和歌 „japán dal” ) szintén ebben a korszakban jelent meg, mint a költészet új formája. Ezt az új szót azért alkották meg, hogy megkülönböztessék a Kínától átvett stílusokat a saját stílusoktól. A Vaka költészet egyik legnépszerűbb fajtája a tanka (短歌 „rövid dal”). Ez összesen 31 japán szótagból áll, amely szótagok 5 sorra vannak bontva, a sorok pedig sorban 5/7/5/7/7 szótagra.

## A kor eseményei
- 538: A koreai királyság, Pekcse, egy delegációt küld, hogy bemutassa a buddhizmust a japán császárnak.
- 593: Sótoku herceget kinevezik Szuiko császárnő régensévé, és támogatja a buddhizmust a Szoga klánnal egyetemben.
- 600: A Yamato állam első hivatalos japán missziója Kínába 478 óta.
- 604: Sótoku herceg kibocsát egy kínai mintára megalkotott alkotmányt (17 cikkelyes alkotmányt), amelyeket a konfuciánus tanokra alapozott, és amely tényleges létrehozta a Japán Császárságot.
- 607: Sótoku herceg megépíti a Hórjúdzsi buddhista templomot Ikaruga-ban.
- 645: Szoga no Iruka-t és apját Emisit az Issi incidensben megölik. Kótoku császár lép a trónra, megerősítve a császári hatalmat az arisztokrata klánok felett (lásd Taika reform) területeiket provinciákká alakítva.
- 663: A japán tengeri haderő vereséget szenved a Silla-Tang szövetséggel szemben a Baekgangi csatában, ezzel elbukva, hogy Pekcse-t visszaállítsák.
- 670: Az első családnyilvántartás (庚午年籍 Kógo Nendzsaku) összeállítása.
- 672: Óama herceg, a későbbi Tenmu császár, trónra kerül, miután megnyeri a Dzsinsin no Ran (壬申の乱) polgárháborút Kóbun császár ellen.
- 689: Az Aszuka Kiyomihara törvénykönyv kihirdetése.
- 701: A Taihó törvénykönyv kihirdetésre kerül.
- 705: Megalapítják a Nisijama Onszen Keiunkant. Megérte, hogy a legrégebben működő hotel vállalat legyen 2012-ig.
- 708: Az első japán érme (和同開珎 Vadókaicsin) verése.

## Fordítás
- Ez a szócikk részben vagy egészben  az   Asuka period című angol Wikipédia-szócikk ezen változatának fordításán alapul.  Az eredeti cikk szerkesztőit annak laptörténete sorolja fel. Ez a jelzés csupán a megfogalmazás eredetét és a szerzői jogokat jelzi, nem szolgál a cikkben szereplő információk forrásmegjelöléseként.